# Sara Wiseman
Sara Wiseman, född 27 maj 1972, är en nyzeeländsk skådespelare.
Sandilands bland annat medverkat i TV-serierna Hemma igen och High Country. Hon har även medverkat i filmen Kingdom of the Planet of the Apes.

## Filmografi (i urval)
- 2013–2018 – Hemma igen (TV-serie)
- 2024 – High Country (TV-serie)
- 2024 – Kingdom of the Planet of the Apes